# Билингвизм
Билингви́зм (двуязы́чие < лат. bi- «два» + лат. lingua «язык»):
1. практика попеременного пользования двумя языками[1];
2. владение двумя языками и умение с их помощью осуществлять успешную коммуникацию (даже при минимальном знании языков);
3. одинаково совершенное владение двумя языками, умение в равной степени использовать их в необходимых условиях общения[2].

Людей, владеющих двумя языками, называют били́нгвами, тремя — трили́нгвами, более трёх — мультили́нгвами или полиглотами. Так как язык является функцией социальных группировок, то быть билингвом — значит принадлежать одновременно к двум различным социальным группам. Термин диглоссия близок термину билингвизм, но не всегда совпадает с ним по области применения.

## Классификация
По возрасту и способу усвоения второго языка, различают:
- детский билингвизм (первичный, от рождения, естественный, детский);
- поздний билингвизм (вторичный, приобретённый, аддитивный).

По среде освоения языка:
- естественный билингвизм (приобретаемый в среде носителей разных языков)
- искусственный билингвизм (один из языков вводится искусственно не носителем языка).

По последовательности овладения двумя языками:
- одновременный билингвизм (симультанный, синхронный), при котором индивид одновременно овладевает двумя языками;
- последовательный билингвизм.

По добровольности позднего билингвизма:
- в силу обстоятельств — ситуация, при которой индивид изучает язык, для того чтобы выжить в новой языковой среде;
- элективный.

По соотношению двух языков:
- вертикальный — ситуация, при которой индивид владеет, кроме языка в его литературной форме, ещё родственным или диалектом;
- горизонтальный, при котором индивид владеет двумя дальнородственными языками, имеющими равный социолингвистический статус.

По мастерству / уровню использования двух языков:
- сбалансированный (максимальный, интегральный, амбилингвизм, эквилингвизм), при котором человек в равной мере владеет двумя языками, то есть ситуация характеризуется равными уровнями языковой компетенции билингва;
- несбалансированный (доминирующий, доминантный) характеризуется различным уровнем языковой компетенции билингва в отношении двух его языков;
- смешанный, характеризующийся регулярным смешением двух языков, при котором происходит наложение двух языковых систем друг на друга;
- диагональный (диглоссия), который подразумевает владение индивидом, наряду с нормированным языком, его нестандартными формами.
- рецептивный: 1. (полубилингвизм) при котором у индивида есть способность понимать неродной язык при отсутствии навыков говорения и письма на нём; 2. Ситуация, при которой индивид понимает родной язык, но в силу каких-либо причин, предпочитает говорить не на нём (не путать со скрытым билингвизмом, подразумевающим то, что индивид по определённым соображениям скрывает знание второго языка);
- начальный — начальный этап овладения билингвом второго языка;
- регрессивный (рецессивный), характеризующийся потерей индивидом навыков его использования;
- субтрактивный (дифференциальный), при котором второй, новый язык, освоенный индивидом, замещает первый.

По активности использования языков:
- нереализованный (нереализуемый, спящий), свойственен в частности иммигрантам, переставшим активно использовать свой первый язык, но продолжающим понимать его;
- пассивный (дуалингвизм) — ситуация, при которой индивид способен понимать язык в письменной и/или устной форме, но не может писать и говорить на нём;
- активный (продуктивный), подразумевающий способность индивида не только понимать устный и письменный язык, но и говорить и писать на нём.

По количеству билингвов:
- индивидуальный — умение индивида осуществлять коммуникацию на двух языках, каждый из которых выбирается в соответствии с коммуникативной задачей;
- групповой (коллективный, массовый, социолингвистический).

Виды группового билингвизма:
- односторонний, при котором двумя языками владеет только один из контактирующих коллективов;
- двусторонний;
- остаточный, для которого характерен процесс ухода второго языка из употребления в социуме;
- прогрессивный (восходящий), характеризующийся увеличением количества людей, владеющих одним из двух языков;
- регрессивный;
- симметричный — языковая ситуация, при которой наблюдается социально-ролевая и функциональная равноправность двух языков;
- асимметричный;
- контактный связан с совместным проживанием двух этносов в одной стране или контактами в пограничных районах;
- дистантный;
- частичный — ситуация, при которой в небольшом регионе используются два языка, но большинство населения при этом остаются монолингвами, нередко контактирующими с соседними этническими группами.

По взаимовлиянию двух языков:
- координативный, подразумевающий одинаково эффективное использование индивидом двух языковых систем, которые существуют в сознании билингва параллельно и не смешиваются при речевом общении;
- субординативный, при котором один из языков играет для индивида большую роль, при этом наблюдается значительная интерференция этого языка при использовании другого.

По ситуации применения:
- максимальный;
- культурный — использование билингвом одного из языков только в официальной речевой ситуации;
- функциональный, при котором билингв использует второй язык преимущественно в определённой сфере общения.

Также различают следующие оттенки значений:
- рецептивный (воспринимающий) — относится к термину взаимопроникновения культур;
- репродуктивный (воспроизводящий) — относится к термину исторический колониализм;
- продуктивный (производящий) — относится к языковому образованию[4].

## Научные исследования
Билингвы и полиглоты представляют интерес для психологии, социологии и лингвистики.
Билингвизм изучается в рамках психолингвистики, социолингвистики и нейролингвистики.
Социальные аспекты билингвизма являются одной из тем социолингвистических исследований.
Массовый билингвизм может быть заметной приметой языковой ситуации.
Различные аспекты билингвизма были изучены специалистами в области нейробиологии. В их число входят: способы отображения языков в мозгу, их воздействие на нейропластичность мозга, явление афазии у билингвов, явление бимодального билингвизма (способность писать на одном языке и говорить на другом) и другие.

## Соотношение
Считается, что половина населения Земли — функциональные билингвы, при этом для большинства оба языка родные. Более того, существует множество билингвальных сообществ, преимущественно в Латинской Америке, Африке и Азии, где «монолингвальные языковые нормы могут не использоваться или не существовать».

## Распространённые языковые пары
При билингвизме два языка сосуществуют друг с другом в рамках одного коллектива, использующего эти языки в различных коммуникативных сферах в зависимости от социальной ситуации и других параметров коммуникативного акта.
Одним из последствий колониализма является распространение двуязычия, при котором одним из языков языковой пары являются английский, испанский, русский, португальский либо французский языки.

### Жестовые языки
Билингвизм «словесный язык — жестовый язык глухих» — довольно распространённое явление. В мире проживает порядка 360 миллионов глухих и слабослышащих людей, в России глухих и слабослышащих около 13 миллионов. Многие неслышащие люди овладевают жестовым языком с детства, а затем в образовательных учреждениях выучивают устную речь и навыки чтения по губам. Но бывает и обратная ситуация — когда неслышащему ребёнку с детства прививали навыки чтения по губам и обучали устной речи, а лишь затем он овладевает языком жестов. Двуязычие глухих — наиболее распространённый вариант словесно-жестового билингвизма. Второй распространённый случай — семьи неслышащих. Родственники неслышащих людей как правило владеют жестовой речью. Особенно дети глухих родителей — часто с детства выучивают жестовый язык и пользуются им свободно как родным.
Неслышащие люди в процессе обучения в обязательном порядке овладевают письменным аналогом устной речи. Хорошее понимание письменной речи необходимо для получения образования и социальной интеграции. Изучение жестового языка как второго популярно у слышащих людей в ряде стран Западной Европы.
Билингвизм был принят как одна из образовательных систем глухих и слабослышащих. Плюсами этой системы является раннее развитие глухих детей, имеющих возможность пользоваться естественным для них средством общения — жестовой речью, и в последующем более хорошее овладение языком устной речи. Позитивную роль билингвистического образования подчеркивает Зайцева Г. Л. и её последовательницы — А. А. Комарова и Т. П. Давиденко.

### Русский
Остаётся достаточно большим число русско-национальных билингвов среди народов, в силу различных политических, экономических и социокультурных причин оказавшихся в сфере влияния СССР и России или в составе Российской Федерации: народы Центральной и Восточной Европы, Центральной Азии, Кавказа, прибалтийские народы, народы России (татары, башкиры, чуваши, якуты, народы Северного Кавказа и многие другие).
Вместе с тем в РФ практически отсутствует русско-национальный билингвизм со стороны русскоязычного населения как в национальных регионах, так и за их пределами. Так, например, в Республике Северная Осетия - Алания только 4% русских указали, что владеют осетинским языком, в то время как среди осетин доля владеющих русским составила 98% (при доле осетин в населении республики 64%, русских - 20%); в Республике Адыгея лишь 0.4% русских сообщили, что владеют адыгейским при том, что 97% адыгейцев владеют русским.
Достаточно большое число билингвов в странах с большим числом эмигрантов из СССР и России: Израиль, США, Германия.
Среди русскоязычных число билингвов растёт за счёт роста значимости в мире английского и немецкого языка. В России и других странах с русскоязычным населением английский, немецкий, французский и реже другие крупные языки изучаются в школах и вузах.
Часть детей эмигрантов из республик бывшего СССР, наравне с русским, владеют ещё и языками республик своего прежнего проживания, что позволяет относить их к числу детей с русским языковым наследием.

## Поверья (одновременный билингвизм)
Существует множество безосновательных представлений о билингвизме, например, что дети-билингвы никогда не будут владеть обоими языками в совершенстве и что они будут отставать от сверстников в когнитивном отношении. Во множестве исследований XX века билингвизм приравнивался к пониженному уровню интеллектуальных способностей. В подобных работах, однако, можно наблюдать грубые методологические ошибки. Например, в нескольких исследованиях совершенно не учитываются социо-экономические различия между хорошо образованными детьми-монолингвами, как правило, из высших слоёв общества, и детьми-билингвами, получившими образование значительно более низкого уровня.
В ряде современных исследований, посвященных одновременному билингвизму, приводятся факты, свидетельствующие о когнитивном преимуществе билингвов над монолингвами, в особенности в области когнитивной гибкости, аналитических и металингвистических способностей. Однако большинство учёных сходятся во мнении, что никаких однозначных когнитивных преимуществ у билингвов над монолингвами нет.
И тем не менее, многие специалисты — психологи, логопеды и другие — и по сей день считают, что для того чтобы начать изучать второй язык, ребёнок должен сначала уметь свободно изъясняться на первом.

## Чистое двуязычие

### Преимущества
Чистое двуязычие[неизвестный термин], по мнению Л. В. Щербы, выгоднее смешанного при овладении иностранными языками, ибо в таком случае при прочих равных условиях второй язык оказывается, с одной стороны, более автоматизированным и, следовательно, более успешно выполняющим свою непосредственную задачу, а с другой стороны, менее подверженным деформирующему влиянию первого языка. Однако, создание чистого двуязычия требует организации иноязычного окружения, что практически трудно достижимо.

### Недостатки
Чистое двуязычие лишено образовательного значения, присущего смешанному.
Кроме того, врожденный билингвизм в случае низких умственных способностей ребёнка может привести к ОНР и отставанию в развитии во много раз в связи с более сложной структурой воспринимаемой информации.

## Смешанное двуязычие

### Достоинства
По мнению Л. В. Щербы при смешанном двуязычии возникают условия, благоприятствующие сравнению: «Сравнивая детально разные языки, мы разрушаем ту иллюзию, к которой нас приучает знание лишь одного языка, — иллюзию, будто существуют незыблемые понятия, которые одинаковы для всех времен и для всех народов. В результате получается освобождение мысли из плена слова, из плена языка и придание ей истинной диалектической научности. Таково, по-моему, колоссальное образовательное значение двуязычия, и можно, мне кажется, лишь завидовать тем народам, которые силою вещей осуждены на двуязычие. Другим народам его приходится создавать искусственно, обучая своих школьников иностранным языкам».
Большое значение сравнения Л. В. Щербы связывается с тем, что:
- через сравнение повышается сознательность: сравнивая разные формы выражения, человек отделяет мысль от знака, её выражающего, и этой мысли;
- языки отражают мировоззрение той или иной социальной группы, то есть систему понятий, её характеризующую.

## Переключение (смешение) кодов. Интерференция
Переключение кодов (также смешение кодов) обозначает в языкознании процесс разговора, предложения или речевой составляющей, при котором происходит внезапное, спонтанное переключение говорящего с одного языка на другой язык или диалект и обратно. Переключение кодов часто зависит от контекста. Этот феномен может проявляться как в устной, так и в письменной речи. К примеру, главное предложение может быть сказано на одном языке, а придаточное на другом. Переключение кодов — частое явление в смешанных этноязыковых регионах.
Э. Хауген определяет интерференцию как лингвистическое частичное совпадение (overlap), при котором языковая единица оказывается элементом двух систем одновременно, или как наложение двух языковых систем. В. Ю. Розенцвейг считает, что «интерференция — это нарушение билингвом правил соотнесения контактирующих языков, которое проявляется в его речи в отклонении от нормы». «Интерференция (от лат. inter — между собой, взаимно и ferio — касаюсь, ударяю) — взаимодействие языковых систем в условиях двуязычия, складывающегося либо при контактах языков, либо при индивидуальном освоении неродного языка; выражается в отклонении от нормы и системы второго языка под влиянием родного…». В отличие от переключения кодов, при интерференции происходит не смена языка, а изменение одного языка под влиянием другого.
Причины:
1. Сложность нахождения эквивалентов. Согласно исследованию Тешнер[20], дети-билингвы предпочитают, в большинстве своём, прибегать к переключению кодов вместо использования упрощённого синонима.
2. Связного также с процессом социализации. Согласно Поплак[21], дети-билингвы осуществляют переключение кодов в зависимости от уместных, как они это чувствуют, в данной ситуации лингвистических норм и, кроме того, в связи с обнаруженными билингвальными способностями у собеседника. Это также тесно связано с психологическими аспектами самоощущения билингва.
3. Часто имеет место подражание детей родителям в использовании интерференции и переключении кодов.

## Усвоение языков билингвами
Существуют два наиболее распространённых способа обучения одновременному первичному билингвизму:
1. Одиночная схема, заключающаяся в том, что каждый родитель коммуницирует с ребёнком лишь на одном языке из двух;
2. Схема, при которой оба родителя общаются с ребёнком на обоих языках.

Наиболее важным фактором в обучении двум языкам является общение будущего билингва с агентами первичной социализации, а также с агентами вторичной.
В данном контексте особо важна гипотеза входного материала Крашена. Важны такие параметры как объём входного материала, его разграничение, стабильность поступления, отношение к процессу и билингвизму, а также ряд других.
Малоизученными остаются способы разграничения входного материала. Так, например, Де Хауер говорит о том, что возможно разграничение производить в зависимости от ситуации: «Все члены семьи говорят на финском дома, а вне его — на шведском».

## Теории одновременного приобретения билингвальных языковых навыков

### Гипотеза единой языковой системы
В 1978 году Вирджинией Вольтеррой и Трауте Тешнер было проведено влиятельное исследование, согласно которому дети-билингвы проходят этапы в изучении двух языков, начиная с момента, когда последние лексически переплетены (до трёх лет), с дальнейшим структурным разграничением. В рамках этой теории выделяют три этапа:
1. Я1 (первый язык-здесь и далее) и Я2 (второй язык) составляют единую языковую систему. Примерно до трёх лет;
2. Словарь Я1 отделяется от словаря Я2, но грамматика по-прежнему общая;
3. Происходит дифференцирование языковых систем. Ребёнок становится билингвом.

### Гипотеза двойной (dual) языковой системы
Эта гипотеза опровергает предыдущую, и исследования развития словарного запаса предоставляют фактологическую базу в поддержку этой гипотезы. Дети-монолингвы на ранней стадии языкового развития запоминают одно обозначение для определённого явления, дети-билингвы же знают два обозначения, то есть переводческих эквивалента («единица языка перевода, регулярно используемая для перевода данной единицы языка оригинала»). Но осознание синонимичности появляется в значительно более позднем возрасте.

## Социально-культурное значение билингвизма
Увеличение образовательных ресурсов в Интернете, в частности рост Википедии, повысило значимость билингвизма в школьном и вузовском образовании.

### Социальные случаи билингвизма
Выделяются два случая билингвизма:
- языковые социальные группы взаимно друг друга исключают, то есть два языка никогда не встречаются: член двух взаимно исключающих друг друга групп никогда не имеет случая употреблять два языка вперемешку;
- языковые социальные группы в той или иной мере друг друга покрывают.

## Билингвизм в образовании
В образовании возникла потребность в билингвизме благодаря:
1. глобализации и укреплению «диалога культур»;
2. созданию единого образовательного пространства;
3. развитие дистанционной формы обучения;
4. развитию мирового информационного пространства;
5. необходимости знания языков для конкурентоспособности на рынке труда.

Билингвальная подготовка осуществляется в рамках следующих программ Европейского союза: Эрасмус Мундус (Erasmus Mundus), Сократ (Socrates), Леонардо да Винчи (Leonardo da Vinci), Темпус (Tempus), «Учебный Год во Франции, Испании или Германии», IAESTE, DAAD.
Особое значение имеет билингвизм для многонациональных мультикультурных государств и содружеств государств, таких как США, СНГ, Индия, Канада. Так, для США 32 млн (13 %) американцев английский не является языком первичного воспитания — в семье с рождения использовался другой язык.

## Влияние билингвизма на восприятия и развитие человека

### Изучение второго языка и развитие мозга
Согласно исследованиям группы А. Мекелли, раннее изучение второго языка способствует развитию той части мозга, которая ответственна за беглость речи. Этот эффект особенно заметен, — утверждают учёные, — если второй язык начать осваивать в возрасте до пяти лет.
Исследования обнаружили, что у двуязычных людей образуется больше серого вещества в нижней части теменной области коры головного мозга. Чем позже начато освоение второго языка, тем менее проявляется эта особенность. Именно серое вещество мозга отвечает за анализ информации. Хотя «пластичность» серого вещества известна уже давно, процессы изменения вещества мозга под воздействием определённых факторов до сих пор остаются плохо изученными. Новые результаты показывают, как изучение второго языка может влиять на структуру мозга, особенно в раннем возрасте.
В исследованиях под руководством А. Мекелли участвовали 25 британцев, не владеющих другими языками, 25 двуязычных британцев, в раннем возрасте освоивших один из европейских языков (помимо английского), и ещё 33 «поздних» билингва (то есть выучившие второй язык в более позднем возрасте). В результате было выяснено, что у «ранних билингвов» серого вещества в теменной области больше, чем у остальных участников исследования; особенно это заметно в левом полушарии мозга.

## Влияние двуязычия на когнитивные функции после инсульта
Билингвизм ассоциируется с замедленным когнитивным старением и более поздним наступлением сенильной деменции. В исследовании Suvarna Alladi, DM, Thomas H. Bak et al., проводившемся с 2006 по 2013 год, было показано, что двуязычные пациенты чаще сохраняют нормальные познавательные функции после инсульта. Вывод сделан на основании данных 608 пациентов, перенёсших инсульт, около половины из которых были билингвами. Нормальные когнитивные функции сохранились у 40 % двуязычных пациентов против 20 % пациентов, говорящих только на одном языке.

## Билингвизм по странам

### Билингвизм в СССР

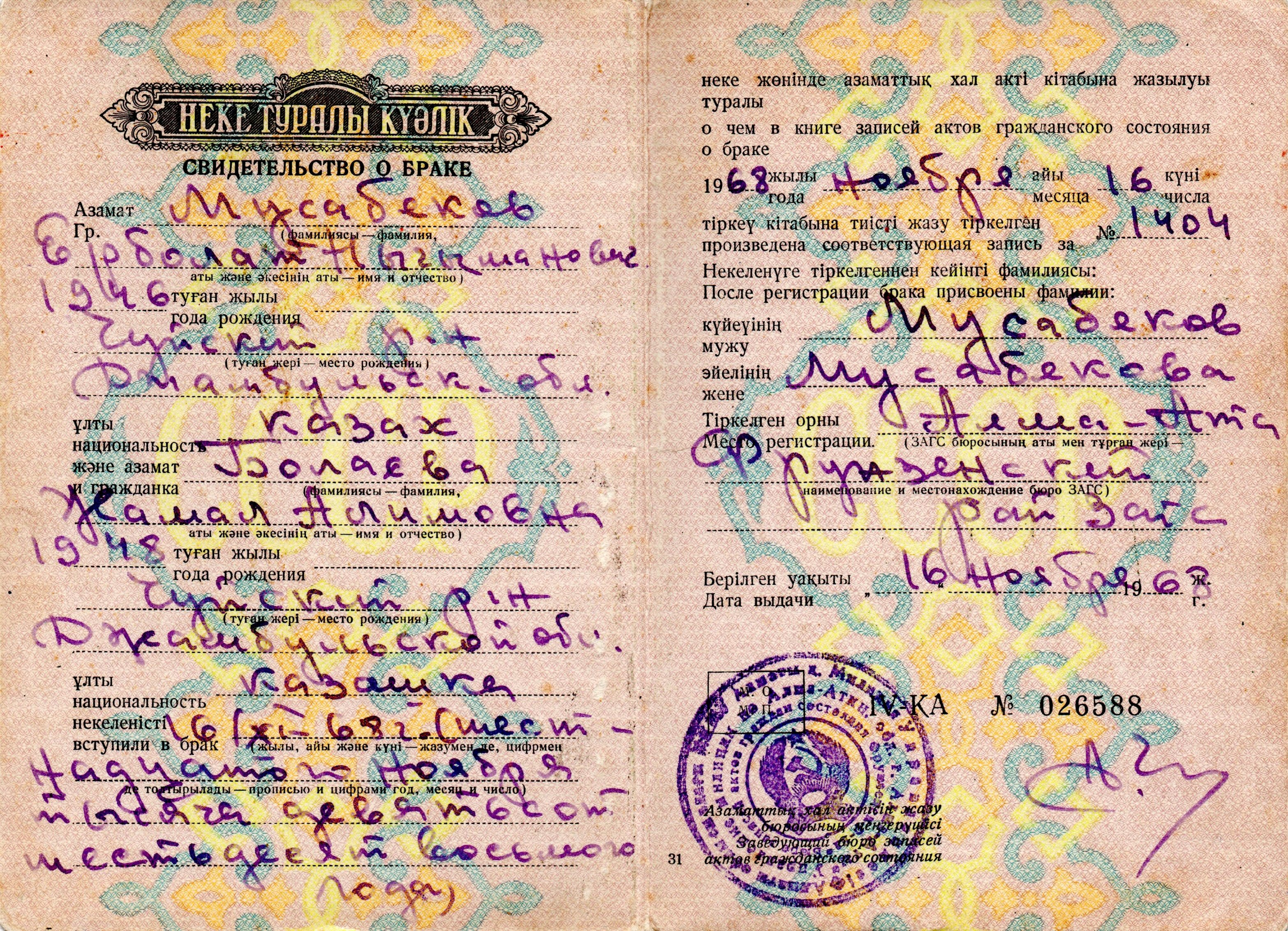
Свидетельство о заключении брака выданное в Казахской ССР на двух языках, на русском и казахском

Для советского этногенеза, который строился на основе прежде всего русского языка, был характерен крайний воспринимающий билингвизм. На момент распада СССР большинство нерусских народов, в него входивших, владело в той или иной степени русским языком. В некоторых ситуациях русский язык оказал вытесняющее воздействие, становясь единственным родным языком для представителей нерусских этносов. На сегодняшний день данная ситуация сохраняется не только в субъектах России, но и в некоторых странах СНГ.

### Билингвизм в Беларуси
Белорусский язык в качестве разговорного использует 23 % населения Белоруссии. В то же время, по итогам переписи, большая часть населения Белоруссии (70 %) предпочитает общаться на русском языке. Достаточно распространено явление, получившее в Белоруссии название «трасянка» — смешение литературных белорусского и русского языков с региональными наречиями и диалектами. По утверждению ряда специалистов языковая ситуация в Беларуси и государственная языковая политика прямо и косвенно способствуют дальнейшему вытеснению из оборота и сужению сферы применения белорусского языка за счет русского.

### Билингвизм на Украине
В настоящий момент большое количество людей на Украине владеет практически в совершенстве русским языком. Благодаря изучению в школах и вузах наряду с национальным языком Украины, украинским, и других языков, в стране создаётся благоприятный для билингвизма климат. За последнее время в столице и регионах Украины был организован ряд школ, образование в которых ведётся исключительно на одном из европейских языков: польском, французском, английском, — что также имеет позитивное влияние на билингвизм. Открытость Украины к сотрудничеству с Европой и другими странами, а также создание благоприятного инвестиционного климата в стране, привлекает большое количество иностранных специалистов, что в свою очередь увеличивает количество смешанных браков, в которых рождаются дети, впоследствии обладающие билингвизмом.

### Билингвизм в Казахстане

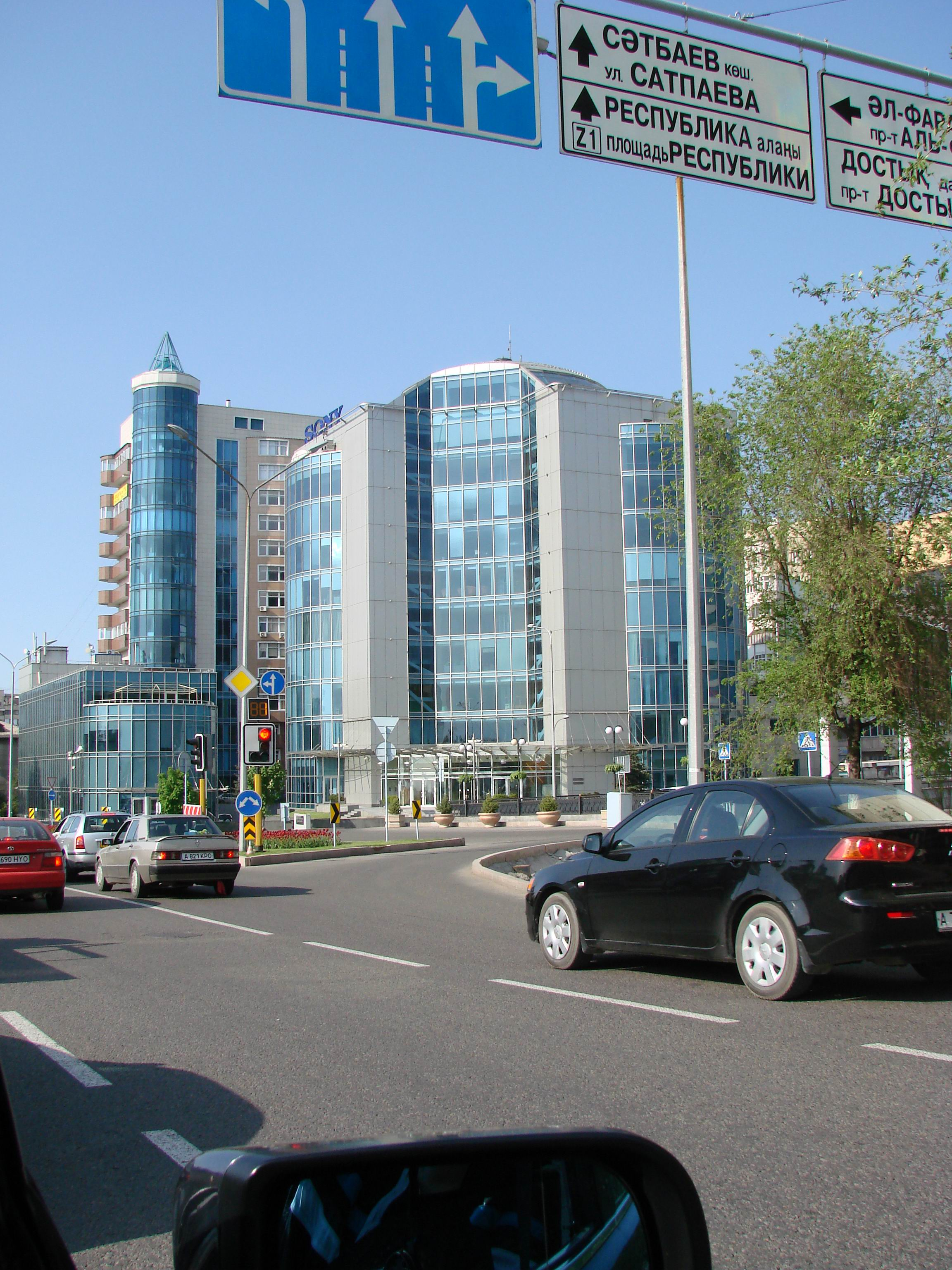
Двуязычный указатель в Алма-Ате

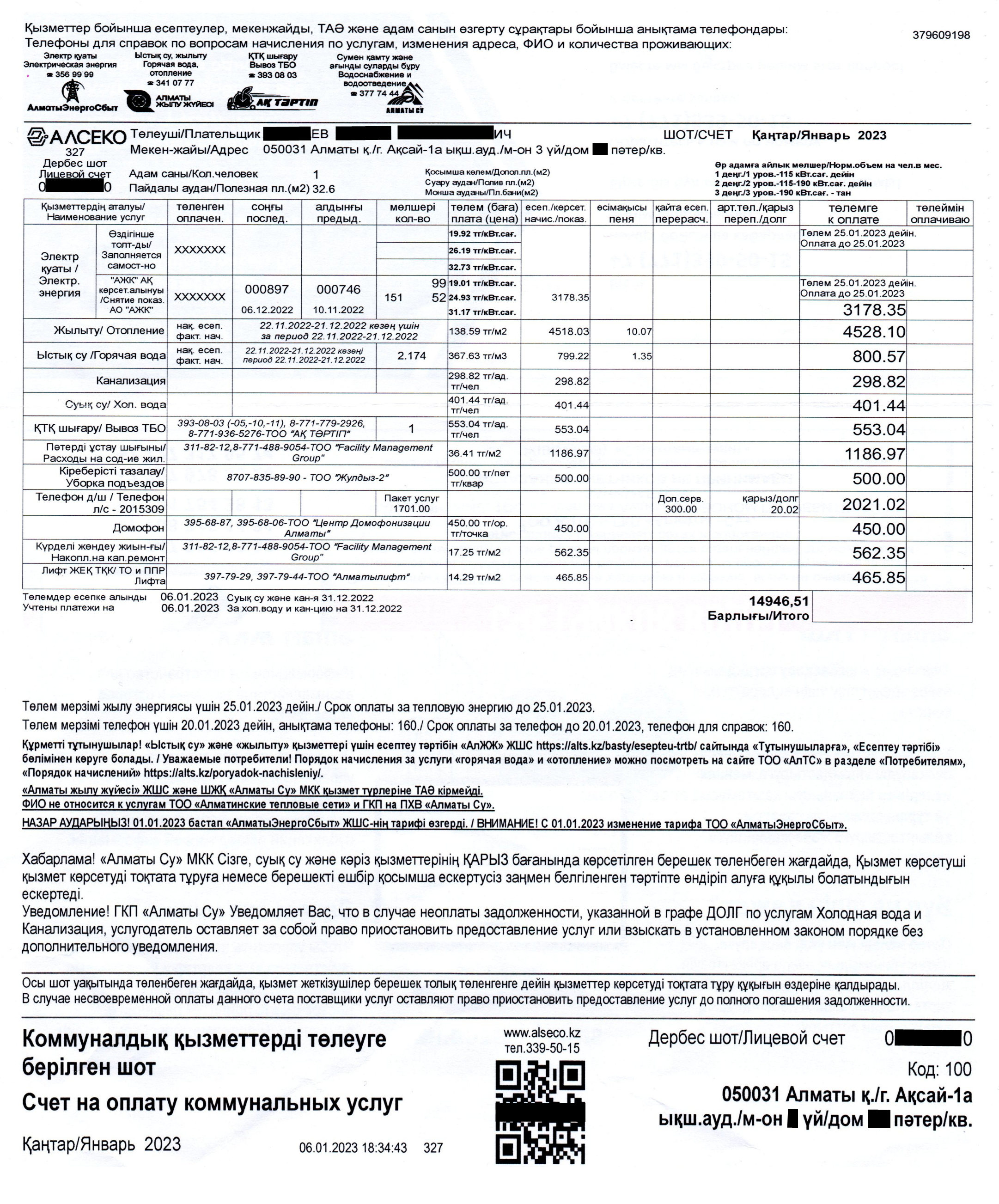
Квитанция на оплату коммунальных услуг в Казахстане, на двух языках — на русском и казахском

Языковая ситуация в Казахстане аналогична той, что существует в тюркских автономиях РФ: двуязычие распространено повсеместно.

### Билингвизм в Российской Федерации
На территории Российской федерации билингвизм распространён в республиках Алтай, Башкортостан, Татарстан, Чувашия, Республике Саха (Якутия), республиках Северного Кавказа, Бурятии и других регионах. В этих республиках языковая ситуация имеет следующую типичную структуру: городское население зачастую говорит только на русском языке или имеет некоторое знание языка автохтонного этноса (коренного народа). Сельское население часто владеет языком родного этноса, владение русским языком может быть неуверенным или неполным. Другой тип билингвизма (русский как родной и знание другого языка) распространен несколько реже.

## Двуязычие дорожных указателей
Особым случаем двуязычия является употребление двух (иногда и более) языков в дорожных или иных указателях общественного предназначения. Данная практика особенно распространена в тех странах или регионах, где имеется два или более официальных или региональных языка, например, Брюссель или Приднестровье.